# Ėchirit-Bulagatskij rajon
L'Ėchirit-Bulagatskij rajon (in russo Эхирит-Булагатский район?) è un rajon dell'Oblast' di Irkutsk, nella Siberia sud orientale; il capoluogo è Ust'-Ordynskij.